# 딕 포스버리
리처드 더글러스 "딕" 포스버리(Richard Douglas "Dick" Fosbury, 1947년 3월 6일 ~ 2023년 3월 12일)는 미국의 전 육상 선수로 육상 역사에서 후세에 지대한 영향을 미친 선수들 중 하나이다.

## 개요
높이뛰기 종목에서 혁명을 일으켜 현재 포스버리 플롭(배면뛰기)이라 불리는 등으로 뛰어넘는 기술을 창안하여 이 기술이 오늘날 거의 모든 선수들이 사용하고 있다.
그의 방법은 크로스바를 향하여 대각선으로 달려들어 새우처럼 몸을 구부리고 바를 등쪽 방향으로 넘는 것이다. 말년까지 세계 올림픽 선수 협회의 회장으로서 지속적으로 육상에 관련된 일을 했다.

## 선수 경력

### 포스버리 플롭의 기원
오리건주 포틀랜드에서 출생한 포스버리는 메드포드 고등학교 재학 중 16세에 새로운 높이뛰기 기술과 함께 처음으로 실험하였다. 그 시기에 우세한 높이뛰기 기술을 이용하는 데 어려움을 찾던 포스버리는 2학년 해에 고등학생 육상 대회를 위한 자격적 신장 5피트를 넘는 데 실패하였다. 두 발을 벌리는 이 우세한 기술을 선수가 얼굴을 내려다보고 막대기를 넘어 다리들을 낱낱이 막대기 위에 들어올리는 어려운 운동이었다. 첫 번째로 그는 똑바른 가위 방법으로 알려진 구식적 기술을 사용하려 하였다. 이 방법에서 선수는 막대기를 향하여 달려 얼굴을 앞으로 하여 뛰어넘을 동안에 다리를 똑바로 뻗는 것이다. 자신이 이 기술과 실험을 시작하면서 점차 자신을 더욱 편하고 더 이상의 신장을 내보내기 위해 적응시켰다.
점차적으로 포스버리는 자신의 시니어 해에 막대기를 뒤로 넘어 머리를 먼저 내보내고 막대기 위에 자신의 몸을 굽히면서 마지막엣 다리를 공중에 차올리는 자신의 포지션을 제거하였다. 이것은 그의 등으로 상륙하는 데 필요하였다.
자신의 주니어 해에 6피트 3인치로 자신의 고등학교 기록을 깼고, 다음 해에 주립 대회에서 6피츠 5.5인치로 2위를 하였다. 미국과 캐나다의 다른 고교 선수들은 비슷한 기술들과 함께 실험하였으나 포스버리는 넓게 퍼진 대중매체 주의를 얻는 데 처음이었다.

### 1968년 하계 올림픽
1965년 고등학교를 졸업하고 오리건 주립 대학교에 입학하였다. 1968년 미국 올림픽 선발 시합은 물론, 자신의 새 기술과 함께 NCAA 타이틀을 우승하였다.
멕시코시티 올림픽에서 새로운 기술의 가능성을 표명하여 올림픽 신기록 2.24m(7 피트 4.25 인치)를 세워 금메달을 획득하였다. 높이뛰기 공동체로부터 최초의 의심적 반응에 불구하고 "포스버리 플롭"은 빠르게 받아들여졌다.
결승전 시합에서 3명의 선수들 만이 2.20m(7 피트 2.5 인치)를 넘었고, 포스버리는 자신의 첫 시도에서 모든 신장을 명확히 한 덕으로 선두에 있었다.
다음의 신장 2.22m(7 피트 3.25 인치)에서 포스버리는 자신의 첫 점프에서 높이를 넘었다. 그의 동료 선수 에드 캐루더스는 자신의 두 번째 시도에서 넘었고, 소비에트 연방의 발렌틴 가브릴로프는 3개의 시도를 다 놓쳐 3위에 머물렀다.
막대기가 2.24m로 높아지면서 올림픽과 미국 신기록을 나오게 된다. 포스버리는 첫 2개의 시도를 놓쳤지만 세 번째에서 넘었으며, 캐루터스는 3개의 시도를 다 놓쳤다.

### 육상의 유산과 플롭의 우세
4년 후 뮌헨 올림픽에서 40명의 선수들 중 28명이 포스버리의 기술을 이용하였다. 1980년까지 16명의 올림픽 결승자들 중 13명이 그 기술을 사용했고, 1972년부터 2000년 사이에 36명의 올림픽 메달리스트 중 34명이 "플롭"을 이용하였다. 오늘날 근대 높이뛰기의 가장 인기있는 기술이 되었다.

## 이후의 세월
1972년 대학을 졸업할 당시 토목공학 학위를 취득하고 1977년 이래 아이다호주 케첨에 살아오면서 갤리나 공학 유한 책임 회사의 공동 소유자로 있었다.
사망할 때까지 포스버리는 모나코에서 스포츠를 통한 세계 평화를 도모하는, 54명의 엘리트 선수들로 구성된 국제 기구인 "평화를 위한 챔피언" 클럽의 회원이었다.
2023년 3월 12일 유타주 솔트레이크시티에서 76세의 나이에 림프종의 재발로 사망하였다.